# Gréta Hadfi
Gréta Hadfi, ungarisch: Hadfi Gréta, (* 28. September 2001 in Salgótarján) ist eine ungarische Handballspielerin. Sie ist ungarische Nationalspielerin in der Disziplin Beachhandball und Erstligaspielerin im Hallenhandball.

## Hallenhandball
Gréta Hadfi begann mit dem Handballspielen in ihrem Geburtsort Salgótarján, wechselte von dort schon als Teenager nach Budapest und erhielt ihre Ausbildung bei Ferencvárosi TC. Sie spielt auf der Position der Torhüterin.
In der Halle stand Hadfi mit ihrer Mannschaft im Viertelfinale der EHF Champions League der Frauen 2017/18 und scheiterte hier an GK Rostow am Don. Auch in der Saison darauf gehörte sie zunächst zum Aufgebot von FTC und kam auch etwa in der Vorrunde gegen SG BBM Bietigheim zum Einsatz. FTC scheiterte erneut an Rostow im Viertelfinale. Für die nächste Saison wurde Hadfi an den Ligakonkurrenten GVM Europe-Vác ausgeliehen. Mit Vác nahm sie am EHF-Pokal der Frauen 2019/20 teil und schied in der dritten Runde gegen Kastamonu Belediyesi GSK aus der Türkei noch vor der Gruppenphase aus. In der Liga wurde Hadfi mit dem FTC 2020/21 Meister, 2017/18 und 2018/19 Vizemeisterin, im ungarischen Pokal wurde sie 2018 Dritte und stand 2019 im Finale. Zur Saison 2021/22 wechselte sie zum ungarischen Erstligisten Érd NK. Nachdem Hafdi zwei Jahre das Tor von Érd NK gehütet hatte, schloss sie sich dem Ligakonkurrenten Mosonmagyaróvári KC SE an. Im Sommer 2024 unterschrieb sie einen Vertrag beim Erstligisten Alba Fehérvár KC.
Hadfi gehörte auch zum Kader der U18-Juniorennationalmannschaft Ungarns im Handball.

## Beachhandball

### Juniorin
Große Erfolge feierte Hadfi bislang auch im Beachhandball. Nach der eigentlich bei den Beachhandball-Junioreneuropameisterschaften 2017 am Jarun-See bei Zagreb verpassten Qualifikation für die Beachhandball-Juniorenweltmeisterschaften 2017 in Flic-en-Flac auf Mauritius rückte Ungarn dennoch für die nicht antretenden Norwegerinnen nach. Bei nur einer Niederlage im gesamten Turnierverlauf gewann das ungarische Team gegen die Niederlande den Titel. Hadfi zeigte eine herausragende Leistung in einem überzeugenden Team und wurde zur besten Torhüterin des Turniers gewählt. Auch bei den Beachhandball-Junioreneuropameisterschaften 2018 in Montenegro gewann Hadfi mit Ungarn den Titel.

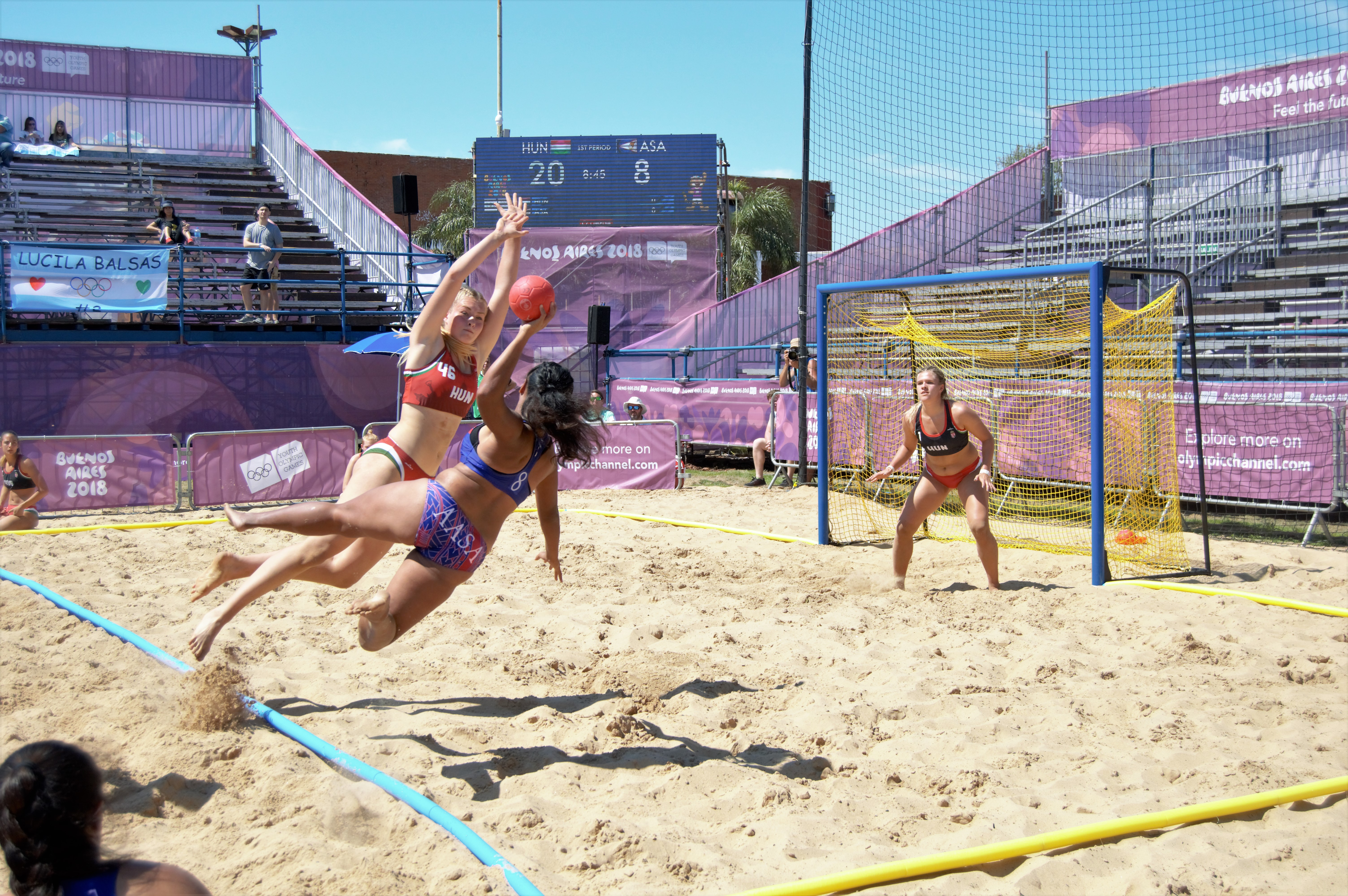
Hadfi erwartet im Vorrundenspiel der Olympischen Jugendspiele den Abschluss der Amerikanisch-Samoanerin Naomi A'asa, die von Gabriella Landi gestört wird

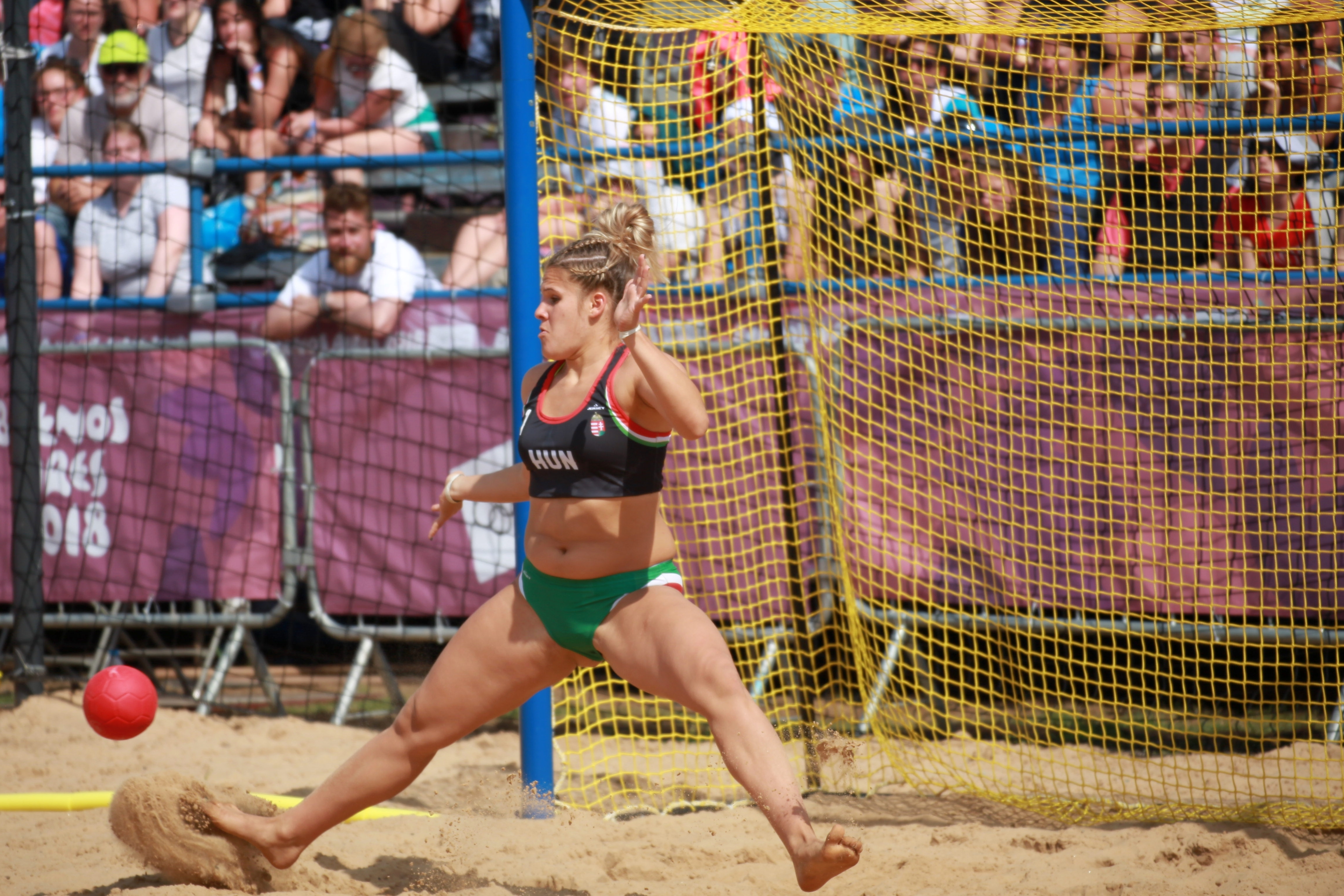
Hadfi wehrt einen Ball im Spiel um die Bronzemedaille bei den Olympischen Jugendspielen ab

Ein Jahr später gehörte Hadfi zum Kader Ungarns für die Olympischen Jugendspiele 2018 in Buenos Aires, wo Beachhandball erstmals im Programm Olympischer Spiele stand. Schon gleich im ersten Spiel gegen Amerikanisch-Samoa gelang ein deutlicher Sieg. Auch gegen den zweiten großen Außenseiter des Turniers, Mauritius, gelang im nächsten Spiel ein deutlicher Sieg. Hadfi zeigte in dem Spiel auch ihre Scorer-Qualitäten, erzielte acht Punkte und damit ebenso viele wie die Feldspielerinnen Sára Léránt und Rebeka Benzsay. Nur Csenge Braun erzielte zwei Punkte mehr. Neben den vier Treffern des Spiels, bei einer 100%igen Trefferquote hielt sie auch vier von sieben der mauritischen Schüsse auf ihr Tor und hatte damit eine sehr gute Quote von 57 % gehaltener Bälle. Im dritten Spiel konnte Russland nach Shootout bezwungen werden. Beim 2-0-Sieg gegen die großen Konkurrenten um den Sieg in der Vorrunde, Kroatien, hielt sie acht der 20 Würfe auf ihr Tor und erzielte damit mit 40 % gehaltener Bälle erneut einen sehr guten Wert. Auch das letzte Spiel der Vorrunde gegen Chinesisch Taipeh wurde mit 2-0 gewonnen. Auch in der Hauptrunde konnte die Erfolgsserie fortgesetzt werden und Paraguay wurde mit 2-0 geschlagen, wobei Hadfi wieder 40 % der gegnerischen Wurfversuche entschärfen konnte. Das nächste Spiel war gegen die Gastgeberinnen aus Argentinien und führte bis in den Shootout, in dem sich die Ungarinnen erstmals geschlagen geben mussten, obwohl sie in der Addition beider Durchgänge mit 38:31 Punkten eine deutlich bessere Quote aufzuweisen hatten. Hadfi erzielte vier Punkte, zwei davon im Shootout und hielt neun von 18 Würfen und damit die Hälfte. Gegen die Niederlande im finalen Hauptrundenspiel konnte sich Ungarn im Shootout durchsetzen und zog hinter den Niederlanden und vor Argentinien und Kroatien in die Halbfinalspiele ein. Hier unterlag Ungarn gegen die Gastgeberinnen im Shootout, obwohl die Ungarinnen in der Addition der Halbzeiten sogar einen Punkt mehr erzielt hatten. Im Spiel um den dritten Rang traf man erneut auf die Auswahl der Niederlande, die mit 2-0 geschlagen werden konnte. Erneut konnte sich Hadfi mit zwei Treffern und vier Punkten auch in der Scorerliste verewigen. Mit insgesamt 18 Punkten war sie die mit Abstand offensivste Torhüterin des Turniers und erzielte ebenso viele Punkte wie ihre Mannschaftskameradin Réka Király und auch mehr als Gabriella Landi mit nur einem Treffer und zwei Punkten im Turnierverlauf. Auch ihre Co-Torhüterin Dalma Mátéfi interpretierte die Rolle der Torhüterin als zweiterfolgreichste Punktejägerin unter den Torhüterinnen offensiv, hatte aber weniger Spielanteile. Die Bronzemedaille war die erste vergebene Medaille im Beachhandball im Olympischen Rahmen.

### Bei den Frauen (A-Level)

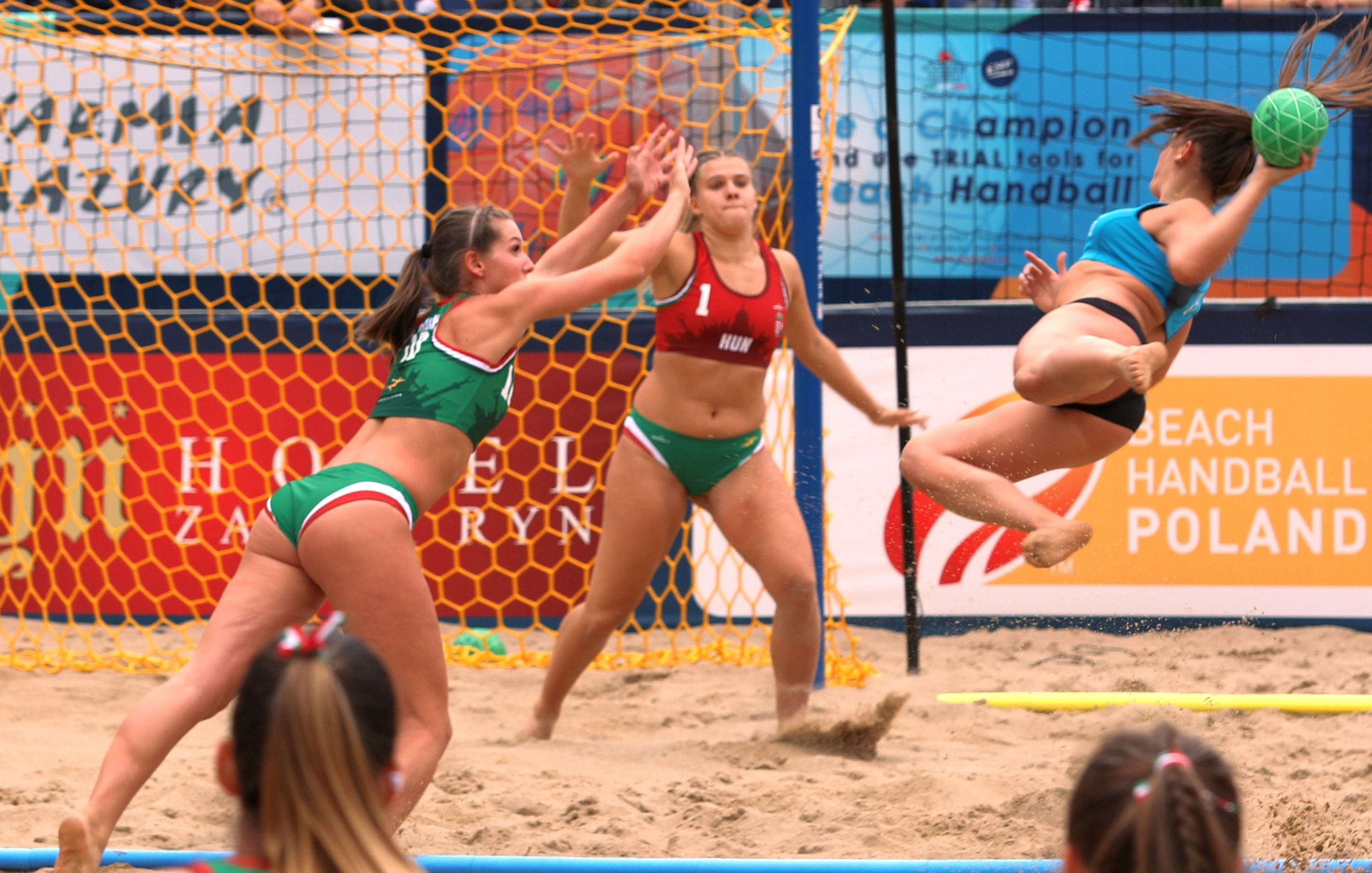
Hadfi im Tor, unterstützt von ihrer Teamkameradin Evelin Speth gegen die Dänin Melanie Fuglsbjerg im Finale der Europameisterschaften 2019: der Ball trifft das Tor nicht.

Die Erfolge setzten sich bei der Beachhandball Euro 2019 in Stare Jabłonki fort. Hadfi gehörte erneut wie auch erneut Rebeka Benzsay und zudem Gabriella Landi, Csenge Braun und Réka Király sowie die damalige Co-Trainerin Ágnes Győri aus der Olympiamannschaft zum ungarischen Aufgebot. Gegen Polen, Portugal, Frankreich und Zypern wurden alle vier Spiele der Vorrunde gewonnen. Weniger gut verlief die Hauptrunde, in der zunächst gegen Kroatien und dann die Niederlande verloren wurde, bevor das dritte und letzte Spiel gegen Norwegen gewonnen werden konnte. Als Gruppenvierte erreichten die Ungarinnen als Letzte die Viertelfinalspiele. Das Spiel gegen Spanien ging bis in den Shootout, wurde aber am Ende gewonnen. Im Halbfinalspiel traf man einmal mehr auf die Niederlande, die dieses Mal deutlich mit 2-0 geschlagen werden konnten. Im Finale traf Ungarn auf Dänemark. Nachdem der erste Durchgang deutlich an die Nordeuropäerinnen gegangen war, wurde der zweite Durchgang am Ende dramatisch. Dänemark führte wenige Sekunden vor dem Ende mit zwei Punkten, als Rebeka Benzsay mit ihrem einzigen Treffer in diesem Spiel ausglich. Als nahezu alle Zuschauer nun von einer Verlängerung ausgingen, erzielte Ann Cecilie Møller bei einem letzten schnellen dänischen Angriff mit der Schlusssekunde den Siegtreffer. Während des Turniers war Hadfi hinter Ágnes Győri, die zur besten Torhüterin des Turniers gewählt wurde, zumeist die zweite Torhüterin. Der Finaleinzug war zugleich die Qualifikation für die World Beach Games 2019 in ar-Rayyan, Katar, für die Hadfi jedoch nicht berufen wurde.

### Vereinsebene
Auf Vereinsebene spielt Hadfi Beachhandball für Sport Club Senec Cannabis Energy Drink.

## Erfolge
Olympische Jugendspiele
- 2018: Bronze

Beachhandball-Europameisterschaften
- 2019: Silber

Beachhandball-Juniorenweltmeisterschaften
- 2017: Gold

Beachhandball-Junioreneuropameisterschaften
- 2018: Gold

## Einzelbelege
1. ↑  „Én álmokkal születtem“- Interjú Hadfi Grétával. - kidsnews.hu-a gondolkodó tizenévesek magazinja. In: kidsnews.hu. 16. November 2018, archiviert vom Original am 7. Mai 2021; abgerufen am 25. April 2020 (ungarisch).
2. ↑  European Handball Federation - 2017/18 DELO Women's EHF Champions League / Match Details. Abgerufen am 25. April 2020 (englisch).
3. ↑  WOMEN'S EHF Champions League 2017/18 > Clubs > FTC > Hadfi, Gréta. Abgerufen am 25. April 2020.
4. ↑  European Handball Federation - 2018/19 DELO Women's EHF Champions League / Match Details. Abgerufen am 25. April 2020 (englisch).
5. ↑  Transfer overview – Hungary – Timeout Magazine. Abgerufen am 25. April 2020 (amerikanisches Englisch).
6. ↑  European Handball Federation - 2019/20 Women's EHF Cup / Match Details. Abgerufen am 25. April 2020 (englisch).
7. ↑  Az ÉRD-nél folytatja Hadfi Gréta. Abgerufen am 18. August 2021 (ungarisch).
8. ↑  Kapuscsere. Abgerufen am 16. Juli 2023 (ungarisch).
9. ↑  Hadfi Gréta is Alba színekben. Abgerufen am 28. Juli 2024 (ungarisch).
10. ↑  Youth handball - Page 3 - HANDBALL123.COM. Abgerufen am 25. April 2020.
11. ↑  Dunaújvárosi lány a világ tetején. 18. Juli 2017, abgerufen am 24. April 2020 (ungarisch).
12. ↑  Benzsay Rebeka: a legvadabb álmaimban sem gondoltam volna, hogy arannyal jövünk haza. Abgerufen am 27. März 2020.
13. ↑  Interview mit Hadfi auf YouTube, 7. August 2017 (ungarisch)
14. ↑  Balássy László: Magyar Olimpiai Bizottság - BENZSAY REBEKA. 14. November 2018, archiviert vom Original am 27. März 2020; abgerufen am 27. März 2020 (ungarisch).
15. ↑  Host nation impress, Europeans strong | IHF. Abgerufen am 25. April 2020 (englisch).
16. ↑  A great success on the sand - Olympic News. 6. Februar 2019, abgerufen am 26. März 2020 (englisch).
17. ↑  Rousing success on the sand - Olympic News. 6. Februar 2019, abgerufen am 27. März 2020 (englisch).
18. ↑  European Handball Federation - 2019 Women's ECh Beach Handball / Match Details. Abgerufen am 26. März 2020 (englisch).
19. ↑  European Handball Federation - 2019 Women's ECh Beach Handball / Match Details. Abgerufen am 26. März 2020 (englisch).
20. ↑  European Handball Federation - 2019 Women's ECh Beach Handball / Match Details. Abgerufen am 26. März 2020 (englisch).
21. ↑  European Handball Federation - 2019 Women's ECh Beach Handball / Match Details. Abgerufen am 26. März 2020 (englisch).
22. ↑  European Handball Federation - 2019 Women's ECh Beach Handball / Match Details. Abgerufen am 26. März 2020 (englisch).
23. ↑  News | IHF. Abgerufen am 26. März 2020.
24. ↑  Team Details Page | IHF. Abgerufen am 26. März 2020.
25. ↑  Meet the team. Coutdown. No.16 Sport Club Senec - Slovakia. In: EBT Finals 2019 - Baia Mare Beach Handball. 30. Mai 2019, abgerufen am 25. April 2020 (amerikanisches Englisch).

| Personendaten    | Personendaten                     |
| ---------------- | --------------------------------- |
| NAME             | Hadfi, Gréta                      |
| ALTERNATIVNAMEN  | Gréta, Hadfi (ungarisch)          |
| KURZBESCHREIBUNG | ungarische Beachhandballspielerin |
| GEBURTSDATUM     | 28. September 2001                |
| GEBURTSORT       | Salgótarján                       |